# Парагрипп
Парагри́пп (англ. parainfluenza) — антропонозная острая респираторная вирусная инфекция. Характеризуется умеренно выраженной общей интоксикацией и поражением верхних дыхательных путей, преимущественно гортани; механизм передачи возбудителя — аэрогенный. Путь передачи — воздушно-капельный.

## Этиология
Заболевание вызывается РНК-содержащими вирусами парагриппа, относящимися к роду Respirovirus для типов 1 и 3, Rubulavirus — для типов 2 и 4 (семейство Paramyxoviridae порядка Mononegavirales). Известно 5 разновидностей вирусов парагриппа; первые 3 вызывают заболевание людей, ПГ-4 и ПГ-5 для человека неопасны. Главный патоген — вирус парагриппа 3 типа.

## Диагностика
Для диагностики парагриппа применяются ПЦР (с предварительной обратной транскрипцией) и ИФА.

## Эпидемиология
Инкубационный период 1—6 дней (реже — менее суток). Болеют люди любого возраста, но чаще дети до 5 лет (среди всех ОРВИ среди взрослого населения доля парагриппа составляет около 20 %, среди детского — около 30 %). Источник заражения — инфицированный человек (с явными проявлениями заболевания или его бессимптомным течением). Больной заразен приблизительно через 24 часа после инфицирования. Входными воротами инфекции, через которые вирус проникает в организм, являются слизистые оболочки глотки и гортани. Часть вирусов попадает в кровь, вызывая симптомы общей интоксикации.

## Клиника и лечение
Существует 4 основных типа вирусов парагриппа:
- Вирус парагриппа человека типа 1 HPIV-1 — наиболее распространённая причина крупа. Круп – часто встречающееся у детей затруднение дыхания вследствие сужения просвета гортани из-за её воспаления или воспаления других отделов верхних дыхательных путей. Данный тип вируса ответственен за большинство случаев крупа в осенне-зимний период.
- Вирус парагриппа человека типа 2 HPIV-2 — вызывает круп и другие заболевания верхних и нижних дыхательных путей.
- Вирус парагриппа человека типа 3 HPIV-3 — вызывает развитие бронхиолита и пневмонии.
- Вирус парагриппа человека типа 4 HPIV-4 (включает в себя подтипы 4a и 4b) — распознаётся реже, но может вызывать лёгкие или тяжёлые респираторные заболевания.

Человек любого возраста может заразиться вирусом парагриппа любого типа. Симптомы парагриппа похожи на симптомы других острых респираторных вирусных инфекций. Большинство здоровых людей, инфицированных вирусом парагриппа, выздоравливают без лечения, часто инфекция протекает в лёгкой форме. Тем не менее человек с ослабленной иммунной системой подвержен риску развития опасной для жизни инфекции.
При парагриппе в первую очередь поражается гортань (возникает ларингит и/или ларинготрахеит), а затем бронхи (бронхит и/или бронхиолит) и несколько реже — слизистая оболочка носа (ринит). Увеличение заболеваемости парагриппом обычно наблюдается весной и осенью, но случаи болезни наблюдаются круглогодично. Восприимчивость к парагриппу общая (заражаются и взрослые, и дети). У детей болезнь протекает, как правило, тяжелее, чем у взрослых, что связано с возможностью развития ложного крупа.
Начинается заболевание с поражения слизистой оболочки верхних дыхательных путей: все больные жалуются на осиплость или охриплость голоса (у некоторых — вплоть до полной афонии), першение или боль в горле, кашель (вначале сухой, затем переходящий во влажный с выделением серозной мокроты; если присоединяется бактериальная инфекция, начинает выделяться гнойная мокрота). Редко встречаются симптомы трахеита, чаще всего связанные с дальнейшим распространением болезни.
Температура тела при парагриппе, как правило, невысокая (у взрослых не более 38 °C, у детей может быть выше) либо нормальная. Во время болезни развивается инфекционный, а после перенесённого заболевания — постинфекционный астенический синдром: слабость, утомляемость, головные и мышечные боли.
Продолжительность болезни, если нет осложнений, в среднем 5—7 дней. Кашель может сохраняться до двух недель и больше.
Лечение парагриппа большей частью симптоматическое. Больным показан приём витаминных комплексов, постельный режим, тёплые напитки и ингаляции. По мере необходимости (при выраженной лихорадке выше 38—38,5 °C) — жаропонижающие средства. При сильном сухом кашле показано применение противокашлевых средств; когда кашель становится влажным, противокашлевые препараты заменяют на отхаркивающие средства. В случае присоединения бактериального бронхита или других осложнений проводится лечение антибиотиками.
Осложнения парагриппа связаны большей частью с риском возникновения бактериального бронхита и пневмонии. У детей опасность парагриппа связана с возникновением ложного крупа. Наибольшее внимание следует уделять детям с ларингитом: если появляется затруднённое свистящее дыхание, что является одним из признаков ложного крупа, необходимо срочно обратиться за помощью к врачу; до приезда последнего показаны горячие ножные ванны, десенсибилизирующие средства и паровые ингаляции.
Прогноз заболевания, в большинстве случаев, благоприятный.
Профилактика парагриппа заключается в соблюдении правил личной гигиены: 
- регулярно мыть руки с мылом;
- использовать антибактериальные средства гигиены рук;
- избегать касания глаз, носа или рта;
- проводить влажную уборку помещений и дезинфекцию поверхностей, которые могут содержать вирусы;
- исключить тесные контакты с инфицированными людьми;
- использовать медицинскую маску в местах скопления людей и при контакте с инфицированными людьми.[1]

## Иммунитет
После перенесённой болезни формируется непродолжительный иммунитет, но повторное заболевание переносится гораздо легче.